# Дембова-Гура (Пйотрковський повіт)
Дембова-Гура (пол. Dębowa Góra) — село в Польщі, у гміні Александрув Пйотрковського повіту Лодзинського воєводства.
Населення — 120 осіб (2011).
У 1975-1998 роках село належало до Пйотрковського воєводства.

## Демографія
Демографічна структура станом на 31 березня 2011 року:
|          | Загалом | Допрацездатний вік | Працездатний вік | Постпрацездатний вік |
| -------- | ------- | ------------------ | ---------------- | -------------------- |
| Чоловіки | 51      | 12                 | 30               | 9                    |
| Жінки    | 69      | 14                 | 39               | 16                   |
| Разом    | 120     | 26                 | 69               | 25                   |